# Seiji Mataichi
Seiji Mataichi (又市 征治, Mataichi Seiji), né le 18 juillet 1944 à Toyama (préfecture de Toyama) et mort le 18 septembre 2023 dans la même ville, est un homme politique japonais.